# Sitirejo (Klirong)
Sitirejo is een bestuurslaag in het regentschap Kebumen van de provincie Midden-Java, Indonesië. Sitirejo telt 1260 inwoners (volkstelling 2010).